# 세무서

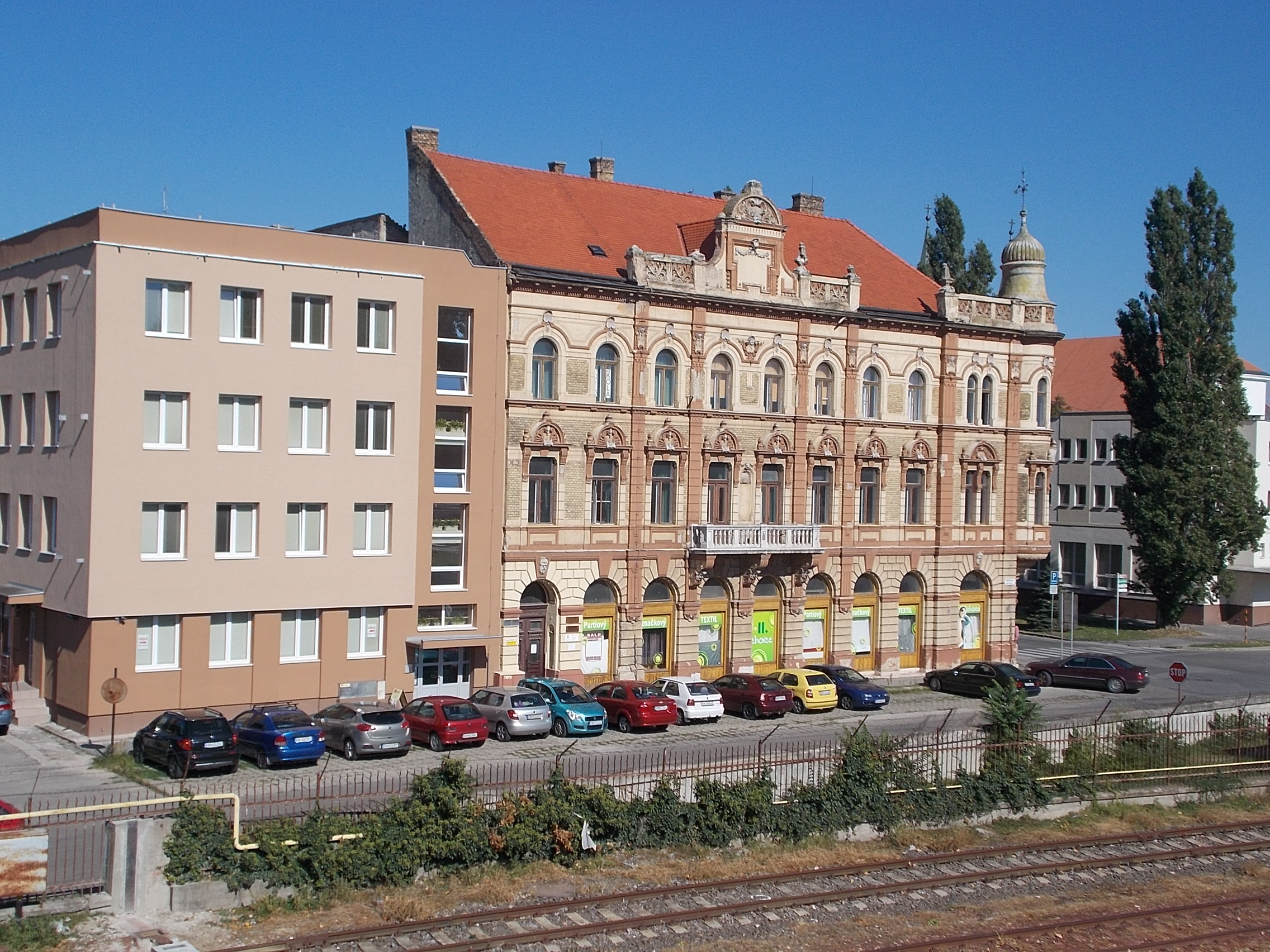

세무서(稅務署)는 세금을 징수하기 위해 설치된 관청이다.

## 각국의 세무서

### 대한민국
대한민국의 세무서는 지방국세청에 소속되어 관할구역의 국세를 징세하는 관청이다.
기초자치단체의 세무과에서는 지방세를 징세하고 관세는 관세청에 소속된 세관에서 징세하여 세무서의 관할이 아니다.
일반적으로 세무서는 기초자치단체를 관할구역으로 하여 설치되어 있어서 1개의 기초자치단체를 관할구역으로 하는 데 세무서관할구역의 면적 및 인구와 징세액에 따라 1곳의 세무서가 2개 이상의 기초자치단체를 관할하거나 1곳의 기초자치단체를 2곳 이상의 세무서들이 관할하기도 한다.